# Seznam slovenskih rokometašev
Seznam slovenskih rokometašev.

## A
Ana Abina - Ema Abina - Nives Ahlin - Ines Amon - Črt Abrahamsberg - Stanko Anderluh

## B
Ognjen Backovič - Dino Bajram - Polona Barič - Jože Baznik - Branko Bedekovič - Aneja Beganovič - Aneta Benko - Aleš Bezjak - Marko Bezjak - Nenad Bilbija - Blaž Blagotinšek - Goran Bojović - Miha Bojovič/ć - Vlado Bojović - Zala Bojovič? - Dean Bombač - Marta Bon - Peter Božič - Alenka Bratkovič - Uroš Bregar - Mojca Brezovar - Boštjan Brulec - Matjaž Brumen - Uroš Bundalo -

## C
Klemen Cehte - Nejc Cehte - Špela Cerar - Darko Cingesar - Alenka Cuderman - Ivan Cvelbar?

## Č
Taja Čajko - Deja Čančar - Tomaž Čater - Darko Čeak - Dušan Čeak - Olga Čečkova - Katja Čerenjak - Ines Černe - Ludvik Černigoj? - Vladimir Češnovar? - Venceslav Čihal - Veno (trener) - Romana Čolič - Jani Čop - Živa Čopi - Bojan Čotar - Sonja Čotar - Boris Čuk

## Ć
Aljoša Ćudić - Bojan Ćudić - Gregor Ćudić - 

## D
Tanja Dajčman - Boris Denič - Mojca Derčar - Natalija Derepasko - Zdenka Dežman - Jure Dobelšek - Luka Dobelšek - Danijel Dobravc - Deja Doler Ivanović - Jure Dolenec -

## E
Matjaž Erčulj - 

## F
Adrijan Fegic - Nuša Fegic - Nastja Ferenc - Teja Ferfolja - Klemen Ferlin - Boštjan Ficko - Tara Filipovič - Robert Fink - Bojan Fister-Bojč - Marijan Flander - Boštjan Frelih - Anja Frešer - Vasja Furlan -

## G
Matej Gaber - Gal Gaberšek - Dragan Gajič - Gregor Glavač - Jožica Glinšek - Maja Goljar - Janez Gologranc - Mihael Gorenšek - Barbara Gorski - Filip Gradišek - Jan Grebenc - Sanja Gregorc - Timotej Grmšek - Ana Gros -

## H
Matej Hartman - Nik Henigman - Mare Hojč - Natan Hojč - Nejc Hojč - Tamara Horaček - Vesna Horaček - Kristjan Horžen - Boštjan Hribar - Klara Hrovatič - Barbara Hudej Uranker -

## I
Silvana Ilič - David Imperl - Neli Irman - Gorana Ivanovič - Slavko Ivezič -

## J
Blaž Janc - Mitja Janc - Nina Jančič - Alja Jankovič - Nataša Janković Rustja - Jovita Jeglič - Ivo Jekoš - Nina Jeriček - Tomaž Jeršič - Zoran Jovičič - Iva Jug - Jošt Juričan -

## K
Roman Kac - Leopold Kalin - Andrej Kastelic - Urh Kastelic - Boštjan Kavaš - Aleks Kavčič - Vid Kavtičnik - Cvetka Kelc - Tone Kelenc - Sašo Kersnič - Grega Keše - Miha Keše - Jelena Kikanovič - Luka Kisovec - Blaž Kleč - Tomaž Kleč - Gregor Klepej - Domen Knez - Tilen Kodrin - Edi Kokšarov - Robi Konečnik - David Koražija - Alja Koren - Jan Košir - Rok Kotnik - David Kovač - Miladin Kozlina - Goran Kozomara - Nejc Krabonja - Klemen Krajnc - Lea Krajnc - Dejan Kramar - Harma van Kreij - Lina Krhlikar - Radivoj Krivokapić - Dora Krsnik - Ale Kukavica - Katja Kurent-Tatarovac - Tanja Kušterle - Aleksander Keše -

## L
Beno Lapajne - Barbara Lazović - Irma Legat-Kapidžić - Nataša Ljepoja - Mitja Lesjak - Sandi Lesjak - Urban Lesjak - Žiga Lesjak - Herman Leskovar - Veronika Leški - Aleš Levc - Jani Likavec - Domen Likozar - Vesna Lipovčič - Nataša Ljepoja - Vanja Lombar - Gregor Lorger - Zoran Lubej - Jelka Lušina -

## M
Borut Mačkovšek - Peter Mahne - Nia Majcen - Tilen Majerle - Domen Makuc - Simon Makuc - Jaka Malus - Željka Maras - Niko Markovič - Ema Marković - Tadej Mazej - Gal Marguč - Gašper Marguč - Miša Marinček - Gašper Martinc - Tamara Mavsar - Tone Medved - Branka Mijatovič - David Miklavčič - Damijan Miklavec - Vid Miklavec - Leon Mikulin - Matjaž Mlakar - Žiga Mlakar - Dominika Mrmolja - Matjaž Muha

## N
Uroš Nahtigal - Jure Natek - Domen Novak (rokometaš)

## O
Sebastjan Oblak - Tomaž Ocvirk - Tanja Oder - Nika Oman - Elizabeth Omoregie - Dani Ošep - Borut Ošlak - Marko Oštir - Renato Oštir - Rok Ovniček -

## P
Aleš Pajovič - Amra Pandžić - Stane Papež - Olga Perederij - Milan Peunik - Jerica Pintar - Jasmina Pišek - Borut Plaskan - Nadiža Pleško - Sebastjan Podbrega - Dušan Podpečan - Andraž Podvršič - Nejc Poklar - Tine Poklar - Tatjana (Tanja) Polajnar - Vid Poteko - Miro Požun - Luka Pravdič - Aleš Praznik - Rok Praznik - Žare Preisinger - Primož Prošt - Iztok Puc - Jan Pucelj - Miha Pučnik - Roman Pungartnik - Alja Pusovnik - Vesna Puš - Rolando Pušnik -

## R
Maks Radej - Tina Randl - Simon Razgor - David Razgor - Igor Razgor - Janja Rebolj - Andraž Repar - /Aleš Repina/ - Aljoša Rezar - Sergej (Sjarhej) Rutenka - Samo Rutar - Uroš Rapotec - Rok Rapotec - Mario Ranzinger - 

## S
Slava Sabol? - Mara Samardžija - Daniela Savič - Vito Selčan - Domen Sikošek Pelko - Klemen Sikošek - Aleš Sirk - Alen Skledar - Matevž Skok - Sebastian Skube - Staš Skube - Nuša Skutnik - Staš Slatinek Jovičič - Rudi Slobodnik - Tadej Sok - Tilen Sokolič - Sergej Sokolov - Tina Sotler - Sebastjan Sovič - Radivoj Stanič - Sergeja Stefanišin - Nenad Stojakovič - Tjaša Stanko - Boštjan Strašek - Tilen Strmljan -  Anika Strnad - Matic Suholežnik - Jožica Sušnik - Maja Svetik -

## Š
Robi Šantl - Iztok Ščurek - Luka Ščurek - Uroš Šerbec - Marko Šibila - Jože Šilc - Urban Šilc - Rok Šimić - Gorazd Škof - Miro Škrinjar - Andraž Škvarč - Aleš Šmejc - Maja Šon - Mario Šoštarič - Aleksander Špende - David Špiler - Aljoša Štefanič - Luka Štuhec - Simona Šturm

## T
Branko Tamše - Andrej Telič - Rok Teržan - Tone Tiselj - Matjaž Tominec - Milja Tomšič - Tomaž Tomšič - Ula Toplak - Tinkara Toš - Vili Trofenik - Lamprini Tsakalou - Jasna Turnšek

## U
Maja Užmah

## V
Ivan Vajdl - Aleš Vidic - Mitja Vidic (1925-2015) - Aleks Vlah - Bojan Voglar - Maja Vojnović - Blaž Vončina - Jure Vran - Hana Vučko - Renato Vugrinec - Jakob Vukovič -

## W
Herman Wirth -

## Z
Rok Zaponšek - Miha Zarabec - Branka Zec - Tina Zorec - Klavdija Zorko - Uroš Zorman - Ana Zrimšek - Nina Zulič -

## Ž
Igor Žabič - Stefan Žabić - Nina Žabjek - Rok Žuran - Luka Žvižej - Miha Žvižej -